# Elaphoglossum mettenii
Elaphoglossum mettenii är en träjonväxtart som först beskrevs av Oskar Kuhn, och fick sitt nu gällande namn av Christ. Elaphoglossum mettenii ingår i släktet Elaphoglossum och familjen Dryopteridaceae. Inga underarter finns listade.